# شامی کباب

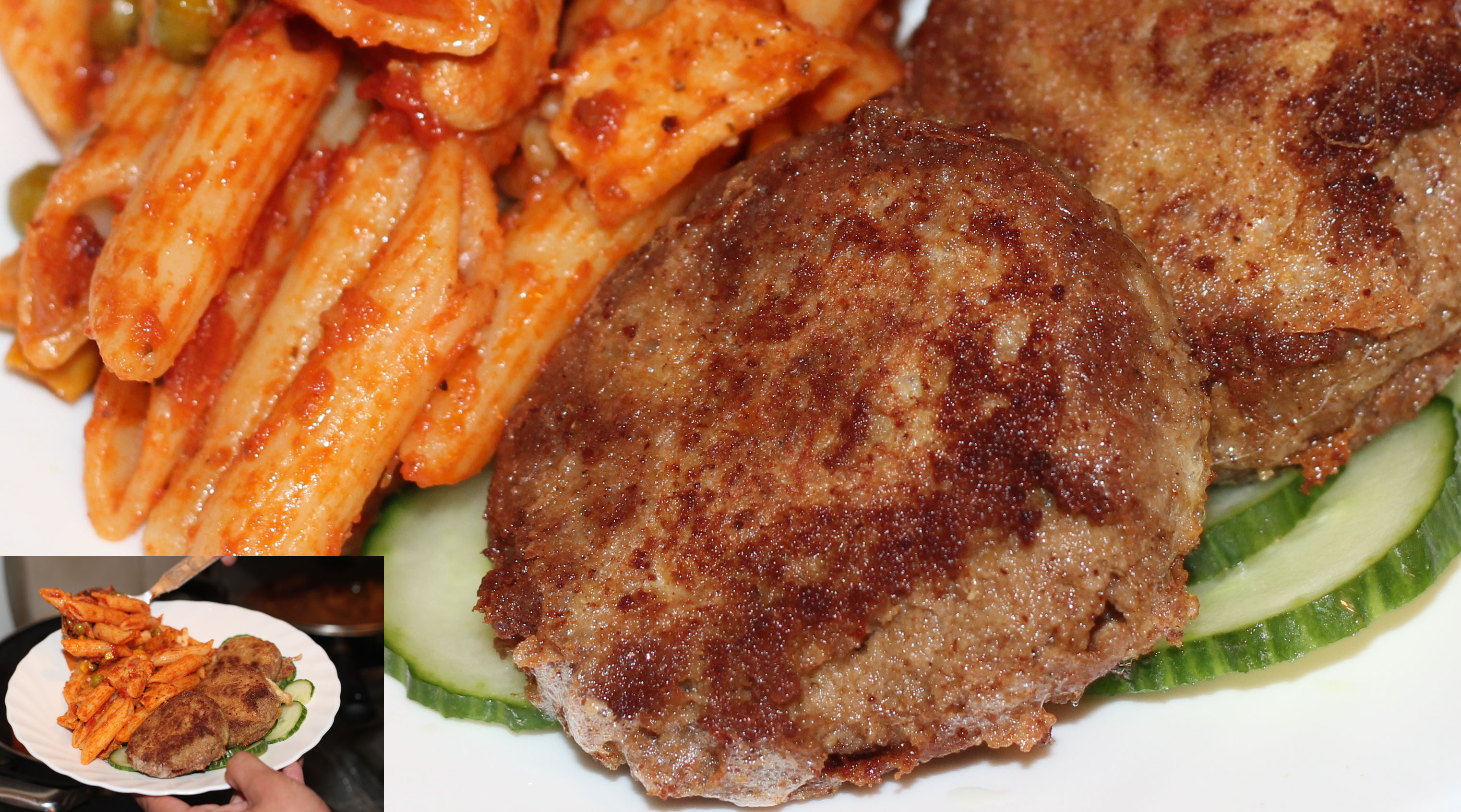
شامی کباب

شامی کباب یکی از غذاهای ایرانی مشابه کتلت است که با گوشت چرخ کرده، پیاز، تخم‌مرغ، سیب زمینی و کمی آرد نخودچی تهیه می‌شود. شامی کباب در شمال ایران با رب انار درست می‌شود که به آن شامی شمالی می‌گویند و با کباب ترش فرق می‌کند. این غذا بیشتر در شهرهای آمل، بابل و رودبار طبخ می‌شود.